# Espúrio Papírio Crasso
Espúrio Papírio Crasso (em latim: Spurius Papirius Crassus) foi um político da gente Papíria nos primeiros anos da República Romana, eleito tribuno consular 382 a.C..

## Tribunato consular (382 a.C.)
Em 382 a.C, foi eleito tribuno consular com Sérvio Cornélio Maluginense, Lúcio Papírio Crasso, Lúcio Emílio Mamercino, Quinto Servílio Fidenato e Caio Sulpício Camerino.
Lúcio e Espúrio Papírio comandaram as legiões romanas que derrotaram os habitantes de Velécia e o contingente prenestino aliado enquanto Lúcio Emílio e os demais tribunos receberam o comando das forças deixadas em Roma para a defesa da cidade.